# Peter Heinrich Wilhelm Großmann
Peter Heinrich Wilhelm Großmann (* 7. Juli 1807 in Hamburg; † 30. September 1886 Hamburg) war ein Hamburger Kaufmann und Senator.

## Leben
Großmann wuchs in Hamburg auf; er machte eine kaufmännische Lehre und wurde später dank seiner Tüchtigkeit bei seinem Lehrherren Teilhaber. Nach dem Hamburger Brand engagierte er sich ehrenamtlich in der Hamburger Kommunalverwaltung und beim Wiederaufbau. Von 1852 bis 1858 gehörte er der Kämmereideputation an, eine Vorläufer der Finanzdeputation. Während der Handelskrise Mitte der 1850er Jahre amtierte er als Präses der Kämmereideputation und trug durch sein Handeln zur Überwindung der Krise bei. Später wirkte er in der Zoll- und Akzisedeputation und in anderen Kommissionen.

## Politik

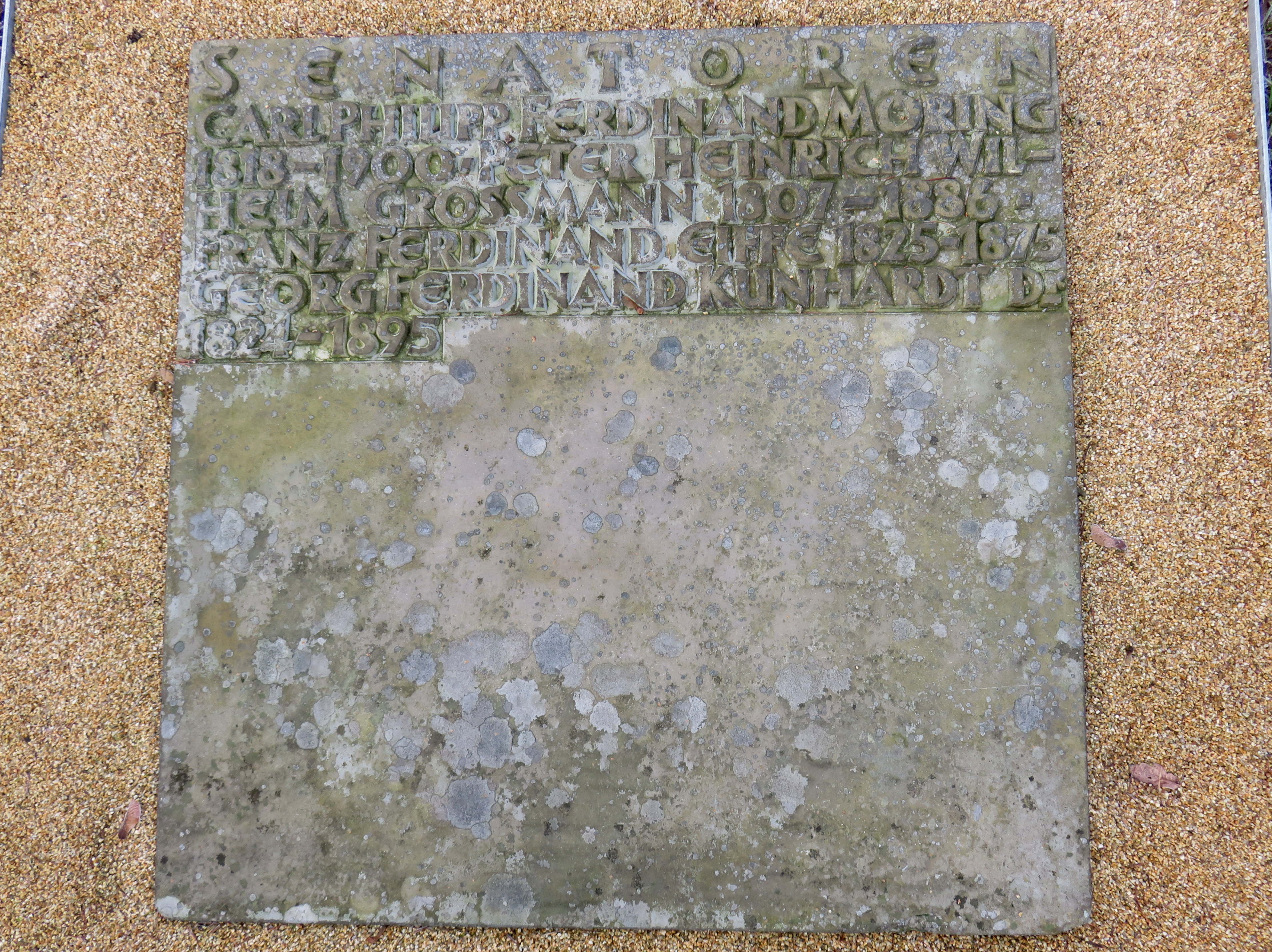
Peter Heinrich Wilhelm Großmann, Sammelgrab Senatoren (IV),
Friedhof Ohlsdorf

Von 1860 bis 1864 gehörte Großmann der Hamburgischen Bürgerschaft an. Am 28. Dezember 1864 wurde Großmann für den ausgeschiedenen Senator Adolph Tesdorpf in den Hamburger Senat gewählt. Im Senat wirkte Großmann bis zu seinem Ausscheiden vor allem als Landherr der Landherrenschaften Marschlande und Bergedorf sowie als zweiter Landherr für die Geestlande und Ritzebüttel. Außerdem war er vom Senat in den Kirchenrat und die Synode entsandt. Ab Anfang der 1880er Jahre hatte Großmann das Interesse an der Tätigkeit im Senat weitgehend verloren, „er erschien gewöhnlich nur noch zu feierlichen Anlässen [im Senat] und langweilte seine Kollegen mit Geschichten über die alten Zeiten“. Großmann Gesuch um Versetzung in den Ruhestand aus gesundheitlichen Gründen wurde vom Senat im November 1885 stattgegeben. Zu seinem Nachfolger wurde Hermann Schemmann gewählt.
Auf dem Ohlsdorfer Friedhof wird auf einer der Sammelgrabplatten Senatoren (IV) des Althamburgischen Gedächtnisfriedhofs unter anderen an Peter Heinrich Wilhelm Großmann erinnert.